# Csanytelek
Csanytelek is een plaats (község) en gemeente in het Hongaarse comitaat Csongrád. Csanytelek telt 2938 inwoners (2007).